# برتراند رايموند
برتراند رايموند هو صحفي كندي، ولد في 2 نوفمبر 1943 في Saguenay–Lac-Saint-Jean ‏ في كندا.